# Gracia (cristianismo)
En la teología cristiana occidental, la gracia es la ayuda que le da Dios a las personas porque Dios desea que la tengan, no necesariamente por algo que uno haya hecho para ganársela. Es entendido por los cristianos como un don espontáneo de Dios a las personas - "generoso, gratuito y totalmente inesperado e inmerecido" - que adopta la forma de favor divino, amor, clemencia y participación en la vida divina de Dios.
Es un atributo de Dios que se manifiesta sobre todo en la salvación de los pecadores. La ortodoxia cristiana sostiene que la iniciativa en la relación de gracia entre Dios y un individuo está siempre del lado de Dios.
La cuestión de los medios de gracia ha sido llamada "la línea divisoria que separa el catolicismo del protestantismo, el calvinismo del arminianismo, el [teológico] moderno liberalismo del [teológico] conservadurismo"." La Iglesia católica sostiene que es por la acción de Cristo y del Espíritu Santo en la transformación en la vida divina de lo que está sometido al poder de Dios que los sacramentos confieren la gracia que significan: el poder de Cristo y de su Espíritu actúa en y por [cada sacramento], independientemente de la santidad personal del ministro. Sin embargo, los frutos de los sacramentos dependen también de la disposición de quien los recibe Los Sagrados Misterios (sacramentos) se consideran un medio para participar de la gracia divina porque Dios actúa a través de su Iglesia. Los católicos, los ortodoxos y los protestantes coinciden en que la fe es un don de Dios, como en Efesios 2:8 "Porque por gracia habéis sido salvados mediante la fe, y esto no de vosotros mismos; es un don de Dios". [Los luteranos sostienen que los medios de gracia son "el evangelio en la Palabra y los sacramentos"  Que los sacramentos son medios de gracia es también la enseñanza de John Wesley, que describió la Eucaristía como "el gran canal por el que la gracia de su Espíritu se transmitía a las almas de todos los hijos de Dios". Los calvinistas enfatizan la total impotencia de las personas aparte de la gracia. Pero Dios alcanza con la "primera gracia" o "gracia preveniente". La doctrina calvinista conocida como gracia irresistible afirma que, puesto que todas las personas están por naturaleza espiritualmente muertas, nadie desea aceptar esta gracia hasta que Dios las aviva espiritualmente por medio de la regeneración. Dios regenera sólo a los individuos que ha predestinado a la salvación. Los arminianos entienden que la gracia de Dios coopera con el libre albedrío para llevar a un individuo a la salvación. Según el teólogo evangélico Charles C. Ryrie, la teología liberal moderna "da un lugar exagerado a las capacidades de las personas para decidir su propio destino y efectuar su propia salvación completamente aparte de la gracia de Dios"."

## Antiguo y Nuevo Testamento de la Biblia cristiana
Gracia es la traducción al español del griego χάρις que significa "lo que trae deleite, alegría, felicidad o buena fortuna" 

### Antiguo Testamento
La Septuaginta traduce como χάρις la palabra חֵ֖ן del hebreo. tal y como se encuentra en Génesis 6:8 para describir por qué Dios salvó a Noé del diluvio. El uso de la palabra en el Antiguo Testamento incluye el concepto de que aquellos que muestran favor hacen obras de gracia, o actos de gracia, como ser amable con los pobres y mostrar generosidad. Las descripciones de la gracia de Dios abundan en la Torá/Pentateuco, por ejemplo en Deuteronomio 7:8 y Números 6:24-27. En los Salmos, los ejemplos de la gracia de Dios incluyen la enseñanza de la Ley (Salmo 119:29) y la respuesta a las oraciones (Salmo 27:7). Otro ejemplo de la gracia de Dios aparece en el Salmo 85, una oración por la restauración, el perdón y la gracia y la misericordia de Dios para lograr una nueva vida tras el Exilio.

## Catolicismo
En la definición del Catecismo de la Iglesia Católica, la gracia es el favor, la ayuda gratuita e inmerecida que Dios nos da para responder a su llamada a ser hijos de Dios, hijos adoptivos, partícipes de la naturaleza divina y de la vida eterna. La gracia es una participación en la vida de Dios, que se derrama inmerecidamente en los seres humanos, a los que sana del pecado y santifica.
Los medios por los que Dios concede la gracia son muchos. Incluyen la totalidad de la verdad revelada, los sacramentos y el ministerio jerárquico. Entre los principales medios de gracia están los sacramentos (especialmente la Eucaristía), las oraciones y las buenas obras. Los sacramentales también son medios de gracia. Los sacramentos en sí, y no las personas que los administran o quienes los reciben, son "medios de gracia", aunque la falta de las disposiciones requeridas por parte del receptor bloqueará la eficacia del sacramento.
La Iglesia católica sostiene que "por la sola gracia, en la fe en la obra salvadora de Cristo y no por ningún merito de nuestra parte, somos aceptados por Dios y recibimos el Espíritu Santo, que renueva nuestros corazones a la vez que nos equipa y llama a las buenas obras"  Tanto el Concilio de Orange (529) como el Concilio de Trento afirmaron que somos "justificados gratuitamente, porque ninguna de las cosas que preceden a la justificación, ya sea la fe o las obras, merecen la gracia de la justificación".
El Concilio de Trento declaró que el libre albedrío del hombre, movido y excitado por Dios, puede, por su consentimiento, cooperar con Dios, que excita e invita a su acción; y que puede así disponerse y prepararse para obtener la gracia de la justificación. La voluntad puede resistirse a la gracia si lo desea. No es como una cosa sin vida, que permanece puramente pasiva. Debilitado y disminuido por la caída de Adán, el libre albedrío no está, sin embargo, destruido en la carrera (Sess. VI, cap. i y v).
La declaración conjunta entre católicos y luteranos sobre la doctrina de la justificación afirma:

Confesamos juntos que todas las personas dependen completamente de la gracia salvadora de Dios para su salvación. La justificación tiene lugar únicamente por la gracia de Dios. Cuando los católicos dicen que las personas "cooperan" en la preparación y aceptación de la justificación consintiendo en la acción justificadora de Dios, ven ese consentimiento personal como un efecto de la gracia, no como una acción que surge de las capacidades humanas innatas.

### Gracia santificante y actual
Según una categorización comúnmente aceptada, realizada por Tomás de Aquino en su Summa Theologiae, la gracia puede darse o bien para que la persona que la recibe sea agradable a Dios (gratia gratum faciens) -de modo que la persona sea santificada y justificada- o bien para ayudar al receptor a llevar a otra persona a Dios (gratia gratis data). El primer tipo de gracia, gratia gratum faciens, a su vez, puede describirse como gracia santificante (o habitual) -cuando se refiere a la vida divina que, según la Iglesia, infunde el alma de la persona una vez justificada- o bien como gracia actual -cuando se refiere a aquellas ayudas puntuales (no habituales) que se dirigen a la producción de la gracia santificante allí donde no existe, o a su mantenimiento y aumento donde ya está presente-. Según el Catecismo de la Iglesia Católica:

La gracia santificante es un don habitual, una disposición estable y sobrenatural que perfecciona el alma misma para que pueda vivir con Dios, para actuar por su amor. La gracia habitual, la disposición permanente para vivir y actuar según la llamada de Dios, se distingue de las gracias actuales, que se refieren a las intervenciones de Dios, ya sea al comienzo de la conversión o en el curso de la obra de santificación.

.
La infusión de la gracia santificante, dice la Iglesia, transforma a un pecador en un hijo santo de Dios, y de esta manera una persona participa en la filiación divina de Jesucristo y recibe la morada del Espíritu Santo. La gracia santificante permanece permanentemente en el alma mientras no se rechace la filiación adoptada cometiendo un pecado mortal, que rompe la amistad con Dios. Los pecados menos graves,  pecados veniales, aunque "permiten que la caridad subsista, la ofenden y la hieren"  Sin embargo, Dios es infinitamente misericordioso, y la gracia santificante siempre puede ser devuelta al corazón penitente, normativamente en el Sacramento de la Reconciliación (o Sacramento de la Penitencia).

### Agustín contra Pelagio
A principios del siglo V, Pelagio, un asceta que se dice que procedía de Gran Bretaña, estaba preocupado por la laxitud moral de la sociedad que presenciaba en Roma. Achacaba esta laxitud a la teología de la gracia divina predicada por Agustín de Hipona, entre otros. Afirmó con rotundidad que los seres humanos tenían libre albedrío y eran capaces de elegir tanto el bien como el mal. Agustín, basándose en las declaraciones exageradas de los seguidores de Pelagio más que en los propios escritos de éste, inició un debate que iba a tener efectos de largo alcance en la evolución posterior de la doctrina en el cristianismo occidental. El pelagianismo fue repudiado por los Concilios de Cartago en el año 418, en gran medida por la insistencia de Agustín. Sin embargo, lo que Pelagio enseñaba era probablemente lo que ha llegado a llamarse semi-pelagianismo.
En el pensamiento semipelagiano, tanto Dios como la persona humana participan siempre en el proceso de salvación. Los humanos hacen elecciones de libre albedrío, que son ayudadas por Dios a través de la creación, la gracia natural, la gracia "sobrenatural" y las restricciones de Dios a las influencias demoníacas. Dios continuamente lleva a la persona humana a elecciones reales, que Dios también ayuda, en el proceso de crecimiento espiritual y salvación. El semipelagianismo es similar al sinergismo, que es la doctrina tradicional de los patrísticos. Juan Casiano, en continuidad con la doctrina patrística, enseñó que aunque se requiere la gracia para que las personas se salven al principio, no existe la depravación total, sino que queda una capacidad moral o noética dentro de los humanos que no se ve afectada por el pecado original, y que las personas deben trabajar conjuntamente (sinergismo) con la gracia divina para salvarse. Esta posición es sostenida por la Iglesia ortodoxa y por muchos protestantes reformados, y en la Iglesia católica se ha asociado especialmente con la Compañía de Jesús.

### Católicos contra protestantes
En 1547, el Concilio de Trento, que pretendía abordar y condenar las objeciones protestantes, pretendía purgar a la Iglesia católica de los movimientos controvertidos y establecer una enseñanza católica ortodoxa sobre la gracia y la justificación, diferenciada de las enseñanzas protestantes sobre esos conceptos. Enseñaba que la justificación y la santificación son elementos del mismo proceso. La gracia de la justificación se otorga por el mérito de la pasión de Cristo, sin ningún mérito por parte de la persona justificada, que está capacitada para cooperar sólo a través de la gracia de Dios. La gracia de la justificación puede perderse a través del pecado mortal, pero también puede ser restaurada por el sacramento de la Penitencia. Los sacramentos son, junto con la verdad revelada, los principales medios de la gracia, un tesoro de gracia, que Cristo ha merecido por su vida y muerte y ha dado a la Iglesia. Esto no significa que otros grupos de cristianos no tengan un tesoro de gracia a su disposición, pues, como declaró el Concilio Vaticano II, "muchos elementos de santificación y de verdad se encuentran fuera de la estructura visible (de la Iglesia católica)".

### Jansenistas contra jesuitas
Más o menos al mismo tiempo que calvinistas y arminianos debatían el significado de la gracia en el protestantismo, en el catolicismo se producía un debate similar entre el jansenistas y la jesuitas. La obra de Cornelius Jansen de 1640 Augustinus pretendía reenfocar la teología católica en los temas del pecado original, la depravación humana, la necesidad de la gracia divina y la predestinación, tal y como los encontraba en las obras de Agustín. Los jansenistas, al igual que los puritanos, se creían miembros de una iglesia reunida, llamada a salir de la sociedad mundana, y se agrupaban en instituciones como los conventos de Port-Royal para llevar una vida de mayor intensidad espiritual. Blaise Pascal atacó lo que llamó laxitud moral en la casuística de los jesuitas. La teología jansenista siguió siendo un partido minoritario dentro del catolicismo, y durante la segunda mitad de los siglos XVII y XVIII fue condenada como una herejía por sus similitudes con el calvinismo, aunque su estilo siguió siendo influyente en los círculos ascéticos.

### Gracia y mérito
Citando el Concilio de Trento, el Catecismo de la Iglesia Católica afirma:

Con respecto a Dios, no hay derecho estricto a ningún mérito por parte del hombre. Entre Dios y nosotros hay una desigualdad inconmensurable, pues todo lo hemos recibido de él, nuestro Creador. El mérito del hombre ante Dios en la vida cristiana surge del hecho de que Dios ha elegido libremente asociar al hombre a la obra de su gracia. La acción paterna de Dios se produce primero por su propia iniciativa, y luego sigue la actuación libre del hombre mediante su colaboración, de modo que el mérito de las buenas obras debe atribuirse en primer lugar a la gracia de Dios, y luego a los fieles. El mérito del hombre, además, se debe en sí mismo a Dios, pues sus buenas acciones proceden en Cristo, de las predisposiciones y de la asistencia dada por el Espíritu Santo. [...]La caridad de Cristo es la fuente en nosotros de todos nuestros méritos ante Dios. La gracia, al unirnos a Cristo en el amor activo, asegura la calidad sobrenatural de nuestros actos y, en consecuencia, su mérito ante Dios y ante los hombres. Los santos siempre han tenido una viva conciencia de que sus méritos eran pura gracia.